# بعلبك
بَعْلَبَكُّ هي مدينة تقع شرق نهر الليطاني في وادي البقاع في لبنان، على بعد حوالي 67 كم (42 ميل) شمال شرق بيروت. وهي عاصمة محافظة بعلبك-الهرمل. كانت بعلبك تُعرف أيضًا باسم هليوبوليس (باليونانية: Ἡλιούπολις) والتي تعني «مدينة الشمس» في العصر اليوناني والروماني. في عام 1998، كان عدد سكان بعلبك 82,608 نسمة، معظمهم من المسلمين الشيعة، يليهم المسلمون السنة والمسيحيون.
وهي موطن لمجمع معابد بعلبك الذي يضم اثنتين من أكبر آثار المعابد الرومانية: معبد باخوس ومعبد جوبيتر. سُجِّلت المدينة كموقع للتراث العالمي لليونسكو في عام 1984.

## أصل التسمية
تقع على بعد أميال قليلة من المستنقع الذي يتدفق منه نهر الليطاني (المعروف كلاسيكيل باسم ليونتس) ونهر العاصي (العاصي العلوي)، قد تكون بعلبك هي نفسها منبع النهرين (بالإنجليزية: "manbaa al-nahrayn") مسكن الإله إل في دورة البعل الأوغاريتية التي اكتُشفت في عشرينيات القرن العشرين وكتميمة منفصلة للثعبان.
كانت بعلبك تسمى هليوبوليس في عهد الإمبراطورية الرومانية، وهي تسمية لاتينية للكلمة الإغريقية "Hēlioúpolis" (باليونانية: Ἡλιούπολις "") التي استخدمت خلال الفترة الهلنستية، وتعني «مدينة الشمس» في إشارة إلى عبادة الشمس هناك. توجد أدلة تشير إلى استعمال الاسم تحت حكم السلوقيين والبطالمة. ومع ذلك، يشير أميانوس مارسيليانوس إلى أن الأسماء «الآشورية» السابقة للبلدات الشامية استمرت في استخدامها جنبًا إلى جنب مع الأسماء الإغريقية الرسمية التي فرضها ملوك طوائف الإسكندر، الذين كانوا خلفاء الإسكندر الأكبر. في الديانة الإغريقية القديمة، كان هيليوس الشمس في السماء وتجسيده كإله. كان الإله السامي المحلي بعل هدد في كثير من الأحيان مساويًا لزيوس أو جوبيتر أو يُطلق عليه «إله هليوبوليس العظيم»، ولكن الاسم قد يشير إلى ارتباط الإله بعل لدى المصريين بأحد كبار آلهتم رع. كانت توصف أحيانًا باسم «هليوبوليس في سوريا» أو «كويليسوريا» Coelesyria (هليوبوليس سيريا أو سوريا) (باللاتينية: Heliopolis Syriaca or Syriae) لتمييزها عن تلك التي تحمل نفس اسمها في مصر. في الكاثوليكية، يتيم تمييز الكرسي اللقبي بهليوبوليس في فينيقيا تيمنا باسم المقاطعة الرومانية السابقة فينيقيا. تتجلى أهمية عبادة الشمس أيضًا في اسم «بقاع العزيز» (بالإنجليزية: Biḳāʿ al-ʿAzīz) الذي تحمله الهضبة المحيطة بعلبك، حيث يشير إلى إله شمسي سابق وليس لرجل لاحق يُدعى عزيز. كانت المدينة تعرف باسم هليوبوليس في العصور القديمة اليونانية والرومانية. وهي لا تزال تمتلك بعضًا من أفضل الآثار الرومانية المحفوظة في لبنان، بما في ذلك أحد أكبر المعابد في الإمبراطورية الرومانية. كانت الآلهة التي كانت تُعبد هناك (جوبيتر، فينوس، وباخوس) معادلة للآلهة الكنعانية هدد وأترعتا. تظهر التأثيرات المحلية في تخطيط وهندسة المعابد لأنها تختلف عن التصميم الروماني الكلاسيكي.
سُجِل اسم bʿlbk لأول مرة في نصوص الميشناه، وهو نص حاخامي يعود للقرن الثاني كنعت جغرافي لنوع من الثوم باسم «شوم بعلبكي» (بالإنجليزية: shum ba'albeki) (بالإنجليزية: שום בעלבכי). يوجد الاسم كذلك في مخطوطتان سريانيتان من أوائل القرن الخامس، الأولى حوالي عام 411  في كتاب «تيوفانيا» (بالإنجليزية: Theophania) للأسقف يوسابيوس القيصري والثانية حوالي عام 435 في السيرة التقديسية التي كتبها ربولا أسقف الرها. يُنطق باسم Baʿlabakk (بَعْلَبَكّ) في العربية الفصحى. يتم تمييز أحرف العلة الخاصة بها باسم "Baʿlabak" أو "Baʿlabekk" (بَعْلَبَك) في اللغة العربية الفصحى الحديثة، وهي Bʿalbik (بْعَلْبِك) في العربية اللبنانية.
تمت مناقشة أصل كلمة بعلبك بشكل غير حاسم منذ القرن الثامن عشر. اعتبر آرثر برنارد كوك أنها تعني «بعل (إلاه) البيكا» واعتبر وليام بودهام دون أنها تعني «مدينة الشمس». يؤكد يونا ليندرينغ أن اسمها ربما يكون انكماشًا ل«بعل نقب» (بالإنجليزية: Baʿal Nebeq) («بعل المنبع» لنهر الليطاني). يقترح ريتشارد س. شتاينر تكييفًا ساميًا لـ «بعل باخوس»، من مجمع المعبد الكلاسيكي.
على أساس الاسم المماثل لها، حاول العديد من علماء الآثار الكتابي في القرن التاسع عشر ربط بعلبك ب«بعلغاد» المذكورة في سفر يشوع في الكتاب المقدس العبري، أو ببعلاث المُدرجة ضمن مدن سليمان في سفر الملوك الأول. أو ببعل هامون حيث كان له مزرعة كرم، أو «سهل آيفن» في سفر عاموس.

## عصور ما قبل التاريخ
تظهر على قمة تل بعلبك، وهي جزء من واد إلى الشرق من شمال وادي البقاع والذي يعرف بسوريا الجوفاء (باللاتينية: Coelesyria) علامات الاستيطان المستمر تقريبًا على مدى 8000-9000 سنة الماضية. كانت المنطقة تُروى جيدًا من مجرى يجري من ينبوع رأس العين (بالإنجليزية: Rās-el-ʿAin) جنوب شرق القلعة ومن العديد من الحشائش التي شكلتها المياه الذائبة من جبال لبنان الشرقية خلال فصل الربيع. نسب ماكروبيوس لاحقًا الفضل في تأسيس الموقع إلى مستعمرة قساوسة مصريين أو آشوريين. كانت الأهمية الدينية والتجارية والاستراتيجية للمستوطنة ثانوية بدرجة كافية. لكن لم يتم ذكرها مطلقًا في أي سجل آشوري أو مصري قديم معروف، إلا إذا كانت قد سُجلت تحت اسم آخر. كان من الممكن لعدة عوامل أن تجعلها موقعًا ثريًا ورائعًا منذ سن مبكرة. تعتبر هذه العوامل: موقعها الذي يحسد عليه في وادٍ خصب ووجود مستجمع مائي رئيسي ووجودها على طول الطريق من صور إلى تدمر. كانت المعابد المحلية خلال الفترة الكنعانية مكرسة إلى حد كبير لثالوث هليوبوليس: إله ذكر (بعل) وقرينته الآنثى (عشتروت) وابنهما (أدون). ربما كان موقع معبد جوبيتر الحالي هو محور العبادة السابقة، حيث كان مذبحه يقع على قمة التل بالضبط حيث ارتفع باقي الهيكل إلى مستواه.
في الأساطير الإسلامية، قيل أن مجمع المعبد كان قصرًا لسليمان الذي وضعه الجن وقدمه كهدية زفاف لبلقيس ملكة سبأ؛ ظل أصلها الروماني الفعلي محجوبًا بسبب تحصينات القلعة التي تعود إلى القرون الوسطى حتى وقت متأخر من زيارة الأمير البولندي «ميكوواي رادزويو» في القرن السادس عشر.

## العصور القديمة
بعد غزو الإسكندر الأكبر لبلاد فارس في 330 قبل الميلاد، شكلت بعلبك (تحت اسمها اليوناني «هليوبوليس») جزءًا من مملكة ملوك طوائف الإسكندر في مصر وسوريا. تم ضمها من قبل الإمبراطورية الرومانية خلال حروبهم الشرقية. ربما وصل المستوطنون في المستعمرة الرومانية «كولونيا يوليا أوغستا فيلكس هيليوبوليتانا» (باللاتينية: Colonia Julia Augusta Felix Heliopolitana) في وقت مبكر من وقت يوليوس قيصر ولكنهم كانوا على الأرجح من قدامى المحاربين في الفيلق الخامس ألووداي والفيلق الثامن أوغستا في فترة حكم الإمبراطور الروماني أغسطس قيصر، استضافت خلالها مستعمرة رومانية. شكلت المنطقة جزءًا من إقليم بيريتوس من 15 قبل الميلاد إلى 193 بعد الميلاد. وهي مذكورة في مؤلفات يوسيفوس فلافيوس، بلينيوس الأكبر، سترابو، وبطليموس وعلى العملات المعدنية لكل إمبراطور روماني تقريبًا من نيرفا إلى غالينوس بين القرنين الأول والثالث ميلادي. لم يقم بلينوس الأكبر من القرن الأول بتعدادها كواحدة من «حلف المدن العشرة» في سوريا الجوفاء، بينما قام بطليموس في القرن الثاني بذلك. من المحتمل أن يكون عدد السكان متنوعًا بشكل موسمي مع وجود معارض السوق وجداول مناخ جنوب آسيا الموسمي والقوافل إلى الساحل والداخل.
خلال العصور الكلاسيكية القديمة، تم دمج معبد بعل هدد أولاً مع عبادة إله الشمس الإغريقي هيليوس ثم مع إله السماء الإغريقي والروماني تحت اسم «زيوس هليوبوليتان» أو «جوبيتر». من المفترض أن معبد جوبيتر الحالي قد حل محل معبد سابق يستخدم نفس الأساس؛ تم تشييده في منتصف القرن الأول وربما اكتمل حوالي 60 بعد الميلاد. كان تسجيد الإله فيه إلها ذهبيًا بلا لحية في وضع سائق عجلة حربية، مع وجود سوط مرفوع في يده اليمنى وصاعقة وسيقان حبوب في يساره؛ ظهرت صورته على العملات المعدنية المحلية وانتشرت في الشوارع خلال العديد من المهرجانات على مدار العام. قارن ماكروبيوس هذه الطقوس بتلك الخاصة بالطقوس لآلهة فورتونا في مدينة أنتيوم، وقال إن عابديه كانوا من المواطنون الرئيسيون في المدينة، الذين استعدوا للعبادة بالامتناع والعفة وحلق الرؤوس. تم تغليف الإله بتمثال من البرونز وُثِق في جبيل في فينيقيا وطرطوشة في هسبانيا بمصطلح عمود ومُحاط بتمثال نصفي يمثل الشمس والقمر والخمسة كواكب المعروفة، في وضعية مماثلة للديانة الميثرائية اليونانية والفارسية. في هذه التماثيل، ظهر تمثال نصفي لميركوري بشكل خاص. تُظهر لوحة تذكارية رخامية في ماسيليا في إقليم غاليا ناربونيسيس ترتيبًا مشابهًا ولكنها توسع ميركري إلى شكل كامل. كما تبجل الطوائف المحلية بايتيليا، وهي أحجار سوداء مخروطية الشكل تعتبر مقدسة بالنسبة لبعل. أخذ الإمبراطور الروماني إيل جبل أحد هؤلاء إلى روما، أقام كاهن سابق لـ «الشمس» في إميسا المجاورة معبدًا للحجر على هضبة بالاتين. كانت هليوبوليس موقعًا شهيرًا للوحي والحج، حيث انتشرت العبادة في أماكن بعيدة مع اكتشاف نقوش لإله هليوبوليتان في أثينا وروما وبانونيا وفينيتو وبلاد الغال وبالقرب من سور هادريان في بريطانيا الرومانية. نشأ مجمع المعبد الروماني من الجزء الأول من عهد أغسطس قيصر في أواخر القرن الأول قبل الميلاد حتى انتشار المسيحية في القرن الرابع. (ادعت سجلات القرن السادس لجون مالالاس الأنطاكي أن بعلبك كانت «من عجائب الدنيا»، ونسب المعبد إلى الإمبراطور الروماني أنطونيوس بيوس في القرن الثاني الميلادي، ولكن من غير المؤكد مدى موثوقية روايته النقطة). بحلول ذلك الوقت، كان المجمع يضم ثلاثة معابد في تل بعلبك: واحد لجوبيتر هليوبوليتانوس (بعل)، وواحد لفينوس هليوبوليتانا (عشتارت)، والثالث إلى باخوس. على تل قريب، تم تكريس معبد رابع للشخصية الثالثة لثالوث هليوبوليس:، ميروكيري (أدون أو سيميسوس). تنافس الموقع مع باريانيستي في إيطاليا الرومانية كأكبر معبد مقدس في العالم الغربي.
استشار الإمبراطور الروماني تراجان وسيط وحي الموقع مرتين. في المرة الأولى، طلب ردًا كتابيًا على سؤاله المختوم وغير المفتوح؛ وتأثر بشكل إيجابي برد الإله الفارغ لأن ورقته كانت فارغة. ثم سأل عما إذا كان سيعود حيًا من حروبه ضد مملكة فرثيا وتلقى ردًا على عصا كرمة قائد المئة مكسورة إلى عدة قطع. في عام 193 بعد الميلاد، منح الإمبراطور الروماني سيبتيموس سيفيروس للمدينة حقوق «القانون الإيطالي» (باللاتينية: ius Italicum). قامت زوجته جوليا دومنا وابنه كاراكلا بجولة في مصر وسوريا في 215 م. قد تعود النقوش على شرفهم في الموقع إلى تلك المناسبة؛ كانت جوليا دومنا من مواليد سوريا، وكان والدها كاهنًا من إيميسا «من كهنة الشمس» مثل الإمبراطور الروماني إيل جبل.
أصبحت المدينة ساحة معركة مع انتشار المسيحية. قام الكتاب المسيحيون الأوائل مثل يوسابيوس القيصري (من مدينة قيسارية ماريتيما المجاورة) مرارًا وتكرارًا بتنفيذ ممارسات الوثنيين المحليين في عبادتهم لكوكب لفينيس هليوبوليتان. في عام 297 بعد الميلاد، بدل الممثل غيلاسينوس دينه في وسط مشهد يسخر من طقس المعمودية. دفع إيمانه العلني الجمهور لسحبه من المسرح ورجمه حتى الموت. في أوائل القرن الرابع، قام الشماس كيرلس بتشويه العديد من الأصنام في هليوبوليس، وقُتل و (يُزعم) أنه تم أكله بسبب ذلك.
في نفس الوقت تقريبًا، على الرغم من أن الإمبراطور الروماني قسطنطين العظيم لم يصبح مسيحيا بعد إلا أنه هدم معبد الآلهة، وأقامت بازيليكا في مكانها، وحظر تقاليد السكان المحليين القديمة يبغاء النساء قبل الزواج. كما عزا ابن العبري الفضل للإمبراطور الروماني قسطنطين العظيم في إنهاء ممارسة تعدد الزوجات لدى السكان المحليين. رد السكان المحليون الغاضبون باغتصاب وتعذيب العذارى المسيحيات. وردوا بعنف مرة أخرى تحت الحرية التي سمح لهم بها يوليان المرتد. وقد اشتهرت المدينة بعدائها للمسيحيين لدرجة أن الإسكندريين تم نفيهم لها كعقاب خاص. تم تدمير معبد جوبيتر والذي تضرر بشدة من قبل بسبب الزلازل في عهد الإمبراطور الروماني ثيودوسيوس الأول في 379 واستبدل ببازيليك أخرى فقدت حاليا باستخدام الحجارة التي تم انتشالها من المجمع الوثني. يذكر كتاب «إيستر كرونيكل» أنه كان مسؤولاً أيضًا عن تدمير جميع المعابد والأضرحة الصغرى في المدينة. حاول ربولا أسقف الرها المستقبلي حوالي عام 400 أن يستشهد من خلال تشويش الوثنيين في بعلبك، لكن تم إلقاؤه مع رفيقه على سلم المعبد. كما أصبحت المدينة مقرًا لأسقفها الخاص بها. في عهد الإمبراطور البيزنطي جستينيان الأول، تم تفكيك ثمانية من الأعمدة الكورنثية للمعبد وشحنها إلى القسطنطينية لتضمينها في آيا صوفيا المعاد بناؤها في وقت ما بين 532 و 537. ادعى ميخائيل السرياني أن المعبود الذهبي لهليوبوليتان جوبيتر كان لا يزال يُرى في عهد الإمبراطور البيزنطي جستين الثاني (560 و 570)، وحتى وقت غزوها من قبل المسلمين، وقد اشتهرت بقصورها وآثارها وحدائقها.

## الفتح الإسلامي
إن تسلسل الأحداث يكشف أن جيوش المسلمين قصدت بعلبك مرتين سنة 13 هـ. والثانية 14 هـ. لكن الأحداث المتسارعة في بلاد الشام حالت دون مهاجمة المدينة. والأخبار تؤكد أيضاً أنها فتحت مرتين وتمتا سنة 15 هـ.
الأولى قبل معركة اليرموك، والثانية بعد معركة اليرموك. كانت بعلبك حامية رئيسة للروم، وفي قلعتها حشد هرقل جيشاً كبيراً يتحرك بسرعة لنجدة المدن السورية عند مهاجمتها من قبل المسلمين. وأدَّت دورها فأرسلت الفي جندي لنصرة (حوارين) لما هاجمها خالد ابن الوليد سنة 13 هـ / 634 م. وفي العام نفسه وفد جيش من أنطاكية مدداً لأهل دمشق. ولما كان في الطريق بلغته هزيمة الروم في مرج الصفر. فعرج على بعلبك وأقام فيها وعلى قيادته (درنجاران) قائدان كل قائد (درنجار) على خمسة آلاف. أخاف هذا الجيش قواد المسلمين فقال أبو عبيدة لخالد «ما هذا الجيش النازل ببعلبك الا أنا أو أنت أو يزيد» قال خالد: لا بل أنا أسير إليهم، فبعثه أبو عبيدة في خمسة آلاف فارس وأوصاه 
" يا خالد إني أوصيك بتقوى الله. وإذا أنت لقيت القوم فلا تناظرهم (تؤجلهم) ولا تطاولهم في حصونهم، ولا تذرهم يأكلون ويشربون وينتظرون أن يأتيهم أمدادهم، فإذا لقيتهم فقاتلهم، فإنك إن هزمتهم إنقطع رجاؤهم، وسقط في خلدهم وساء ظنهم، وإن احتجت لمدد فأعلمني حتى يأتيك من المدد حاجتك، وإن احتجت أن آتيك بنفسي أتيتك إن شاء الله.

سار خالد إلى بعلبك سالكا طريق الزبداني. في الوقت نفسه بعث هرقل إلى جيش بعلبك يأمره بالمسير إلى بيسان لنصرة الروم هناك، وسار الجيش امتثالاً لأمر هرقل وقد رفده مثل عدده من أهل بعلبك وحمص فبلغوا عشرين ألفاً ساروا إلى فلسطين. ولما شارف خالد ضواحي بعلبك علم بأن جيش الروم غادر المدينة، فأخذ معه الأغنام والأبقار التي وجدها في طريقه وقفل راجعاً إلى أبي عبيدة المقيم أمام أسوار دمشق. ولم يدخل خالد بعلبك ولم يحاصرها تمَّ ذلك في شهر ذي القعدة سنة 13 هـ كانون الثاني 635م.

حصل جزر ومد في بلاد الشام، فبعد معركة فحل (كانون الثاني 635م) فتح المسلمون دمشق إثر حصار دام أربعة أشهر (رجب 14هـ أيلول 635م).
ثم تقدم أبو عبيدة يرافقه خالد على طريق دمشق حمص. ولما وصلا قبالة جوسية بعث خالد إلى حمص وقنسرين، وقصد بنفسه بعلبك، فصالحه بطريق جوسية لمدة سنة كاملة على أربعة آلاف درهم وخمسون ثوباً من الديباج، ولما بلغ أبو عبيدة اللبوة قدم إليه عم بن الخطاب يعلمه بفرار جبلة بن الأيهم الغساني. فعدل أبو عبيدة عن بعلبك، ولحق بخالد إلى حمص لمراقبة طريق أنطاكية.
وصدف أن مات بطريق حمص إبان محاصرة العرب لها فطلب أهلها الصلح لمدة سنة أولها ذو القعدة سنة 14 هـ.

اِطمأنَّ أبو عبيدة إلى قوة المسلمين بحمص، فعزم على حسم أمر بعلبك التي تشكل خطراً يهدد جيشه. وخصوصاً أنها ما زالت تتصل بالحاميات البيزنطية في الساحل وفلسطين. تقدم إليها عن طريق اللبوة ولما شارفها صدف قافلة من قوافل الروم تحمل إلى بعلبك تجارة أكثرها السكر والزيت فقال أبو عبيدة لرجاله " إن بعلبك لنا حرب وليس بيننا وبينهم عهد، فخذوا ما قد ساقه الله اليكم فإنها غنيمة من عند الله" قال شداد بن عدي: " إحتوينا القافلة وكان فيها أربعمائة حمل من السكر، والفستق والتين وغير ذلك، وأخذنا أهلها أسرى وقال أبو عبيدة:
| بعلبك | كفوا القتل وأطلبوا منهم الفداء | بعلبك |

 فإبتعناهم أنفسهم بالذهب والفضة والثياب والدواب....

### الدولة الأموية
أغفلت كتب التاريح أسماء الولاة الذين حكموا بعلبك بعد رافع بن عبد الله السهمي في الحقبة الأولى للإسلام (العهد الراشدي).
وهذا الإهمال طال عهودها المتلاحقة، وبتنا نعرف عدداً من ولاة المدينة وردت أسماؤهم عرضاً في بطون الكتب. لكن الإطار العام لسياسة المدينة نرسمه بالمقارنات العامة مع سياسة دمشق، وسائر المدن السورية. إتبعت بعلبك عاصمة البقاع الشرقي بجند دمشق، وظلت عليه حتى نهاية الدولة الأموية. وبعلبك لم تخضع لسلطة علي بن أبي طالب. لأن معاوية استقل ببلاد الشام منذ اليوم الأول لولاية علي بن أبي طالب سنة 36 هـ. بيد أن شبيب بن عامر والي الجزيرة الفراتية من قبل الإمام علي، أغار حتى بلغ بعلبك سنة 39هـ - 660 م. وتفصيل ذلك أن معاوية سير عبد الرحمن بن قباث إلى بلاد الجزيرة وفيها شبيب بن عامر، وكان شبيب إبان الغارة في نصيبين، فكتب إلى كميل بن زياد وهو (بهيت) يعلمه خبرهم. فسار كميل في ستمائة فارس، وقاتل عبد الرحمن ومعه معن بن يزيد السلمي، فهزمهما وأكثر القتل في أهل الشام وأمر ان لا يتبع مدبر ولا يجهز على جريح. وقتل من أصحاب كميل رجلان وأقبل شبيب بن عامر من نصيبين فأدرك أن كميلا قد أوقع بالقوم فهنأه بالظفر، واتبع الشاميين فلم يلحق بهم، فعبر الفرات وبث خيله فأغارت على أهل الشام حتى بلغ بعلبك فلم يدع في طريقه ماشية إلا استاقها، ولا خيلا، ولا سلاحاً الا أخذه، وعاد إلى نصيبين، وكتب إلى علي بن أبي طالب، فأجابه ينهاه عن أخذ أموال الناس، إلا الخيل والسلاح الذي يقاتلون به وقال:
| بعلبك | رحم الله شبيباً لقد أبعد الغارة، وعجل الإنتصار | بعلبك |

إن معاوية اتخذ من بعلبك ثكنة عسكرية بقيادة واليها سفيان بن مجيب الأزدي ورابطت فيها فرق من القبائل العربية، استعان بها الأمويون على إخماد الثورات المناوئة في البلاد. وكانت مركزا رئيساً لإمداد الساحل بالقوات المقاتلة. لما هاجم معاوية جزيرة قبرص سنة 33هـ، استعان بالفرق البعلبكية، وتمكن من فتح الجزيرة، ونقل اليها جماعة من هذه المدينة تقيم في قبرص وتأخذ الأعطية، والفرق البعلبكية مع جماعة من البعوث الإسلامية أقاموا مدينة لهم في قبرص زينوها بالمساجد. وأدوا دورهم في حفظ الجزيرة، وما إن غادرت الفرق قبرص حتى انتفض السكان فهدموا مدينة المسلمين ودرسوا مساجدهم.

ولم تكن مركزا عسكرياً فقط بل كانت معقلا محصناً سجن فيها الأمويون الأسرى ورهائن الروم في عهدي معاوية وعبد الملك بن مروان؛ ففي سنة 37هـ \ 658م عقد معاوية صلحاً مع امبراطور الروم، على أن يؤدي معاوية مائة الف دينار [محل شك]، وأن يسلم الطرفان رهائن متبادلة ضماناً لتنفيذ الإتفاق وإستمراريته، فأخذ معاوية رهائن الروم وجعلهم في بعلبك ولكن الروم غدروا برهائن المسلمين وقتلوهم... فلما بلغ ذلك معاوية أبى والمسلمون «أن يستحلوا قتل من في أيديهم من رهائنهم، وخلوا سبيلهم. واستفتحوا عليهم وقالوا: وفاء بغدر، خير من غدر بغدر».
وعاد معاوية ينقل من فرس بعلبك الذين قطنوها قبل الإسلام – بشهادة الأمان الذي كتبه أبو عبيدة سكان المدينة ورومها وفرسها وعربها – إلى طرابلس في سنة 42 هـ. وذكر ابن واضح اليعقوبي المتوفي سنة 284هـ بأن بعلبك وأهلها قوم من الفرس وفي اطرافها قوم من اليمن وذكر البلاذري ان معاوية نقل من فرس بعلبك وحمص إلى إنطاكية ثم إلى سواحل الأردن، وصور وعكا. وكان من قواد الفرس مسلم بن عبد الله بن حبيب بن النعمان. بيد أن القيادة العليا كانت لوالي بعلبك سفيان بن مجيب الأزدي، وقد استعان بفرس بعلبك لفتح طرابلس. وخرج بهم وبخيل له سواهم سنة 35 هـ لاقتفاء أثر عبد الرحمن بن عديس البلوي، الذي فر مع أصحابه من سجن مصر. وكان متهماً بقتل عثمان بن عفان.
وبعد سفيان الأزدي يطالعنا اسم روح بن زنباع الجذامي أبو زرعة ولى بعلبك لمعاوية حوالي (49 - 60هـ) ثم نقله يزيد بن معاوية من بعلبك إلى جند فلسطين.

### الدولة العباسية
سار (عبد الله بن علي الهاشمي) يطارد فلول (مروان بن محمد) بعد معركة الزاب، فنزل مدينة قنسرين ثم حمص، فأقام بها أياماً يأخذ البيعة من أهلها لأبي العباس. وتابع رحلته إلى بعلبك فإستقبلته وبايعت بلا مقاومة، فبات فيها ليلتين ثم ارتحل فنزل (عين الجسر) عنجر فأقام يومين ثم قصد عاصمة الأمويين، فدخلها سنة 132 هـ / 750 م.

وقبل مغادرة بعلبك رتب شؤونها وأبقى عليها (يزيد بن روح اللخمي) واليها من قبل الأمويين لأن يزيد أعلن ولاءه للعباسيين. وربما كانت المدينة قبل دخول عبد الله بن علي في انتفاضة ضد مروان بن محمد الذي أمر بقتال سكان بعلبك وهدم سور مدينتهم «ظل والي بعلبك اللخمي يؤدي الخدمات للعباسيين فألقى القبض على الحكم بن ضبعان بن روح بن زنباع الجذامي» والي فلسطين للأمويين بعد أن لبث متنكراً في نواحي بعلبك مدة ست سنوات فأخذه يزيد بن روح عامل بعلبك وضرب عنقه وأرسل رأسه إلى صالح بن علي الذي أرسله بدوره إلى جعفر المنصور ونال يزيد مكافأة إذ نقله صالح بن علي أميراً على دمشق سنة (138 هـ / 757م) ولكن الأخبار تذكر أن يزيد كان على بعلبك سنة 143هـ/ 760م.

أصبحت بعلبك تابعة لإمارة (عبد الله بن علي) الذي ولى لأبي العباس بلاد الشام، وإ شتملت إمارته على حمص، وقنسرين، وبعلبك والغوطة، وحوران، والجولان، والأردن من سنة 132هـ / 750 م. إلى سنة 136هـ / 754م. بينما شملت إمارة (صالح بن علي) على البلقاء وفلسطين.
إن (عبد الله بن علي) كان يطمع بالخلافة، ولاح له بارق أمل، يوم وفاة أبي العباس سنة 136هـ/ 754م. فدعا الناس إلى مبايعته. لكن أبا جعفر المنصور قضى عليه. وزار المنصور لبنان سنة 140هـ/ 758م وإبان زيارته أسكن التنوخيين في مدن لبنان لدرء الأخطار البيزنطية عن سواحله، وأنزلهم بعلبك وبيروت وصور وعرقة... وظلت هذه الأسرة ذات شأن طيلة قرون عدة حيث وصلنا اسم “المفضل بن محمد بن مشعر“ أبو المحاسن الأديب النحوي الفقيه الذي ولى قضاء بعلبك. توفي سنة 443هـ.

## بعلبك وصراع الدويلات

### مع الدولة الطولونية
بعد أن استقل أحمد بن طولون بمصر سنة 258 هـ / 872م، توجه إلى دمشق، وغلب عليها بعد وفاة واليها ابن ماجور سنة 264هـ / 878م. وبعد دمشق استكمل اخضاع مدن الشام: حمص وحماه وولى عليها أبناؤه وقواده. وبالتالي كان أول والٍ مسلم في مصر يضم الشام اليه.
وعاشت بعلبك بين مد وجزر مع الطولونيون وأعدائهم الطامحين إلى الحكم. إذ انحازت إلى لؤلؤ امير حمص الذي خالف سيده بالدعوة والخطبة للخليفة (المعتمد)، وأخذ يدعو لأخيه (الموفق).

 وشهدت بعلبك أوضاعاً مضطربة عندما ظهر القرامطة في بلاد الشام، وأغاروا على دمشق سنة 290هـ / 905م. بإمرة الحسين بن زكرويه بن مهرويه، الذي خلف أخاه يحيى بن زكرويه صاحب الثورة القرمطية، ونجح الحسين باحتلال دمشق وحمص. وبالغت قواته في السرق والنهب. وفي العام نفسه سار إلى بعلبك فأعمل السيف في رقاب أهلها، وفتك بأكثرية سكانها، وعبارات المؤرخين تؤكد انتقامه الفظ من أهل بعلبك، ولا تعطي سبباً للفتك. واتفق الطبري، وابن الأثير على العبارة التالية «فقتل عامة أهلها حتى لم يبق منهم - فيما قيل - إلا اليسير، ثم قتل البهائم». وبإمرة ابن زكرويه خلعت بعلبك طاعة (المكتفي) وراحت تدعو وتخطب لزعيم القرامطة. لكن محمد بن سليمان قائد المكتفي بالله استطاع أن يرد بلاد الشام كلها إلى حظيرة الخلافة بعد أن طهرها من آثار القرامطة، وأخمد ثورتهم سنة 291هـ/ 906م.

 عادت بعلبك إلى سلطة العباسيين، وارتبط عمالها بأمير دمشق (أحمد بن كيغلغ) الذي تولى دمشق أيام (المكتفي)، ثم (المقتدر) ثم (الظاهر)، أي من سنة (323:291هـ) فلما ولي (الراضي) الخلافة عزل ابن كيغلغ، وولي على دمشق الإخشيد (محمد بن طغج بن جف)

### مع الإخشيد
كانت بعلبك تترجح بين حكم الإخشيديين، والحمدانيين والفاطميين. على إثر وفاة محمد بن رائق القائد العباسي في الشام سنة 330 هـ / 941م أقدم محمد بن طغج الملقب بإخشيد، على ضم بلاد الشام إلى مصر وفي سنة 333هـ / 944 م أقره (المستكفي) العباسي على مصر والشام. وكانت بعلبك من أعمال دمشق فخضعت له حتى وفاته سنة 334هـ / 945م. ثم وليها ابنه (انو جور) وكان صغيراً فدبر شؤون مملكته (كافور الإخشيد الخادم). وفي سنة 335/ 946م هاجم سيف الدولة بعلبك واستولى عليها ثم حاصر دمشق، وسقطت بيده كما يؤكد ذلك (القلقشندي).

### مع الدولة الحمدانية (333-402هـ)-(944-1012م)
بعد تأسيس الدولة الحمدانية في حلب مدَّ سيف الدولة سلطانه إلى حمص وبعلبك ودمشق سنة 335هـ /947م. ومع أن دمشق انتفضت على سيف الدولة، وفضلت الإخشيديين إذ استعادها كافور الإخشيدي، فإن بعلبك انفصلت عن دمشق، وبقيت حصناً لسيف الدولة حتى مماته في سنة 356هـ/ 967م. وبعد وفاة سيف الدولة غزاها الروم، ونهبوها مع سائر المدن الحمدانية.

## الدولة الفاطمية
.
في سنة 359هـ/ 970م، وصل (جوهر) قائد المعز الفاطمي إلى دمشق، وتملكها، وأذن بمآذنها، بحي على خير العمل ولما أذعنت دمشق تقدم إلى بعلبك وأخضعها وأقام الخطبة فيها للخليفة الفاطمي (المعز) بعد أن كانت (للمطيع)العباسي. وأذن فيها (بحي على خير العمل) والحقت بنائب دمشق جعفر بن فلاح.

 ثم غابت شمس الدولة الفاطمية عن سماء دمشق وبعلبك عندما أقدم (أتسز بن أرتق) الخوارزمي - أحد أمراء السلطان ملكشاه السلجوقي - على إخضاعهما، وقطع الخطبة للمستنصر الفاطمي وخطب للمقتدى العباسي، وأبطل في الآذان (حي على خير العمل).

## الدولة المملوكية
بعد اندحار المغول أمام جيوش الملك قطز والأمير ركن الدين بيبرس البندقداري في الخامس والعشرين من شهر رمضان سنة 658 هـ في موقعة عين جالوت، كان يفكر قطز في أمر الحاميات التتارية في بلاد الشام في دمشق وحمص وحلب وغيرها من مدن الشام، ومع ما أصاب جيش المسلمين من كثرة الشهداء وكثرة الجرحى، وما لقوه من عناء وتعب، قرر سيف الدين قطز السير لدمشق لتحريرها من سيطرة التتار، واستغلال فرصة انكسار جيش التتار وهزيمته الساحقة في سهل عين جالوت، أراد سيف الدين قطز أن يستثمر انتصاره على جيش المغول في عين جالوت، في تهيئة انتصار جديد للمسلمين في دمشق على جيش التتار المحتمي فيها، فجيش التتار قتل بأكمله في المعركة، ولم ينقل أحد منهم الخبر إلى دمشق، فأردا قطز أن ينقل خبر النصر الكبير على المغول بنفسه، ليضعف من معنويات الحامية التتارية في دمشق، فيسهل عليه فتحها، قرر قطز أن يرسل رسالة إلى التتار يعلمهم فيها بهزيمة كتبغا وجيشه، وجاء فيها:
وصلت رسالة سيف الدين قطز إلى دمشق في يوم السابع والعشرين أو الثامن والعشرين من شهر رمضان، وبهذه الرسالة علم المسلمون نبأ الانتصار فقاموا بثورة عارمة داخل دمشق، وأمسكوا بجنود التتار وقتلوا عدداً منهم وأسروا عدداً آخر وفر عدد آخر، وكان السبب الرئيسي لما حدث في دمشق هو انهيار معنويات التتار بعد سماعهم خبر هزيمة كتبغا في عين جالوت، وفي يوم الثلاثين من رمضان وصل سيف الدين قطز وجيش المسلمين دمشق بعد خمسة أيام من معركة عين جالوت، ودخل جيش المسلمين دمشق واستتب الأمن.
وكان من نتائج تحرير سيف الدين قطز سلطان مصر لدمشق من أيدي المغول، أن إنتقلت بعلبك إلى سيطرة المماليك في نفس السنة، حظيت بعلبك باهتمام جزء كبير من ملوكهم في المجال العمراني، حيث على سبيل المثال، أمر الملك الظاهر بعمارة بعلبك وتشييد أسوارها، «وشحنها بما لم تسمح (تسمع) به نفس أحد» وأمر ببناء مسجد رأس العين الذي إنتهى بعد وفاة بيبرس بأشهر لأن وفاته كانت في 27 محرم سنة 676هـ / 1277م أي في الشهر الأول من السنة المذكورة في حين تدل الكتابة الموجودة في المسجد أنه كمل في شهور سنة ست وسبعين وستماية وقد تولى الإشراف على بنائه بلبان الرومي الدوادار الظاهري. خضعت دمشق وبعلبك إلى سلطان مصر قلاوون في صفر سنة 679هـ.
إعتنى قلاوون بشئون بعلبك فأمر بتحصين القلعة، ورمم البرج العالي من الهيكل الصغير في رجب سنة 681هـ، وجدد بناء الجامع الحنبلي في جمادي الأولى سنة 682هـ، وأصلح جدران ونوافذ المسجد الكبير سنة 682هـ. كلها تمت بإشراف نجم الدين حسن بن محمد الظاهري، الذي ولي بعلبك منذ أيام الظاهر بيبرس. 

ثم دخلها بعد ذلك بسنوات القائد المغولي تيمور لنك في سنة (803هـ،1400م) وقام بتدميرها، لكنها عادت إلى حوزة المماليك مرة أخرى، وظلت تحت حكمهم حتى سنة (992هـ، 1516م)، حين فتح السلطان سليم الأول بلاد الشام.

## إمارة وطنية (1480م: 1866م)
خضعت بعلبك خلال هذه الفترة لحكم أمراء آل حرفوش المشهورين حكام بلاد بعلبك الذين ينتهي نسبهم إلى حرفوش الخزاعي، من خزاعة العراق، سار جدهم مع سرايا الفتوح واستقر في غوطة دمشق.ولما توجه أبو عبيدة بن الجراح إلى بعلبك عقد للخزاعي راية بقيادة فرقة. حيث قال عنهم المرجع السيد محسن الأمين في أعيانه "دانت بعلبك وقراها بعد ذلك لحكم الامراء بني الحرفوش وهم عائلة من الشيعة كانوا من الباس والسطوة والفروسية في مكان عظيم. امتد نفوذ عائلته من حماة حتى صفد، ومارست تأثيراً مباشراً في ولايات حلب ودمشق وطرابلس". كما ذكر الطوباوي غبطة البطريرك مار إسطفان الدويهي في كتابه تاريخ الأزمنة أن حكمهم وصل إلى تدمر بسوريا (ابن صدقة).

أن هذه العائلة حكمت قسماً كبيراً من لبنان، وربما القسم الأكبر مساحة وسكاناً وجباية، بالإضافة إلى المناطق الوسطى من سوريا في فترات كثيرة، ونبغ من أهلها بالإضافة إلى ميادين السيف والحكم والسياسة، أعلام في العلم والفقه والشعر ما لا يمكن طمسه من كتب التراجم، ودواوين الشعر، والذاكرة الشعبية الباقية رغم السنين، وإن ما خلفوه من آثار لا تزال باقية، من القلاع والحصون والمرابط والمساجد والأوقاف. وقد كانت بعلبك وبلادها من أغنى مناطق سوريا أوقافاً وحبوسات على المدارس والمشاهد داخل البلاد وخارجها، بما فيها الحرمين الشريفين، وكان الأمراء الحرافشة يقومون، بالإضافة إلى مهامهم في الحكم، بالولاية الشرعية عليها. لم يجد أحد أوائل المكلفين والمتبرعين المساهمين بوضع تاريخ شبه رسمي عن لبنان ما يقوله في الإشارة إلى هذه العائلة وتاريخها الذي استمر أكثر من أربعماية عام إنها: «عائلة من الشيعيين بجوار بعلبك، يخاف سطوتها عابرو الطرق وسكان سهل البقاع وهي عائلة الأمراء الحرافشة».
ويقول البروفسور إستيفان ونتر إزاء هذا التجاهل لهذه الحقبة المهمة في تاريخ المنطقة والتي امتدت إلى ما يقارب الأربعماية عام: 
| بعلبك | "إن تاريخ أمراء الدولة العثمانية الشيعة هو البديل للروايات الشائعة ( روايات الصفدي والشدياق وحيدر الشهابي وألوف وغيرهم ممن تصدى لكتابة تاريخ لبنان )، عن الملجأ الدرزي الماروني الجبلي، الذي أصبح فيما بعد لبنان، وهو يتحدى المرويات اللبنانية في جوانب مختلفة". | بعلبك |

كما أردف البروفسور ونتر السابق ذكره: 
| بعلبك | إن التاريخ ( التاريخ بصفة عامة وتاريخ لبنان بصفة خاصة ) لا يمكن حجبه أو تعديله أو تبديله إلى الأبد، فلا بد أن يسطع نور الحقيقة يوماً فيبدد الزيف والغث، ويوقظها من سباتها مهما طال الزمن، وقد يأتي صوت الحق عبر القارات والشعوب والحضارات ليقول إن غموض الصورة التاريخية في لبنان يعود إلى " أن المؤرخين المحليين طلبوا من وقائع التاريخ أن تشهد بأن هوية هذه المناطق تعود إلى الدروز والموارنة لا إلى الطارئين". | بعلبك |

و للمزيد حول هذا الموضوع يمكن الرجوع لرأي الشيخ جعفر المهاجر في مداخلته في حلقة خير جليس الخاصة بعرض وتحليل كتاب تاريخ الشيعة في لبنان للدكتور سعدون حمادة.

### الأمير الحرفوشي بين الحاكم والملتزم
لا ينطبق نظام الالتزام العثماني المعمول به في معظم أنحاء الإمبراطورية بما فيها بلاد الشام على طبيعة ممارسة الحاكم الشيعي سلطته في المناطق اللبنانية ولا على علاقته مع الجهاز الإداري والسلطوي في الولاية التابع لها نظرياً. إن أهمية عقد الالتزام وجوهره في المطلق أن يؤسس حالة واقعية ووصفاً قانونياً لإدارة مقاطعة عثمانية ولكن العقود العائدة إلى المناطق الشيعية ليست في حال صدورها أكثر من اعتراف رسمي وتوثيق إداري بواقع قائم على الأرض دائم ومستمر لا يتأثر كثيراً بالموقف الرسمي ولا يترك له إلا هامشا ضيقاً وظرفياً ومتقطعاً للتصرف المحكوم غالباً بالغصب والقهر، مما يلزم الوالي العثماني العاجز عن التدخل في هذا الأمر أن يداري مكرها واقع الأمور «ويترك حكم البلاد إلى قوم من الشيعة رغماً عن بيت عثمان أصحاب الحق فيه». من هنا يختلف الحاكم في بلاد الشيعة عن الملتزم في جبل الدروز. يتولى الأول منصبه نتيجة أوضاع طائفية واجتماعية وعشائرية، تحمله إلى مركز القيادة إرادة عامة لجماعته من محكوميه وسائر الناس دون كبير اعتبار لإدارة السلطة المركزية بينما يبدو الأمر على نقيض ذلك في جبل الدروز مثلاً حيث يجد الملتزم نفسه أسير غربتين تتحكمان بمنصبه وعلاقته بمن منحه هذا العقد وتحددان له خطواته ومطامحه وسياساته اولاهما غربة الطائفة، إذ إنه ينتمي إلى طائفة تختلف عن طائفة محكوميه، وثانيتهما، غربة العصبية، لأن عائلات درزية عديدة استأثرت بالعصبيّات القوية وحجزت لنفسها مكاناً دائماً في سُلم القيادة في حيّز جغرافي محدد، وضعها في مكان الوسيط والحاجز بين الحاكم ومحكوميه بتعذر التواصل مباشرة، فلا يمكنه فرض سياسته أو ضرائبه أو الدعوة إلى القتال، إلا بواسطة هذه العائلات القوية التي هي وحدها تملك، في الواقع، سلطة القرار في الأمور الأساسية والمهمة. وهذا ما دفع الديبلوماسية الفرنسية لرعاية مواطنيها ومرسليها إلى الاعتماد على الحاكم الشيعي وذريته طالما يحكمون بعلبك والبقاع أو جبل لبنان رغم الامتيازات الأجنبية المعروفة بين فرنسا والسلطنة العثمانية. وهذا ما يفسر استمرار حكم الحرافشة لبلاد بعلبك والبقاع لما يقارب الأربعمائة عام دون ان تتمكن الدولة العثمانية من إزاحتهم عن الحكم، بالإضافة إلى أن من الشروط التي فرضها الحرافشة على الدولة العثمانية هي عدم خضوع أهالي المنطقة للتجنيد الإجباري، فحمتهم بهذا من الموت في الغربة في سبيل الأطماع التوسعية للدولة العثمانية.

### الحرافشة ودرء الفتن الطائفية
تتباين المصادر حول حقيقة دور الشيعة (الإثنا عشرية) عموماً في البقاع في الفتن الطائفية التي أجتاحت البلاد سنة 1860م.
لا شك أن ما تعرض له الشيعة (الإثنا عشرية) الجبليين انعكس توتراً في البقاع لم يصل إلى درجة المجابهة العامة، كما جرى في مناطق أخرى، وإن كانت بعض التقارير تتحدث عن أعمال سلب وتعديات قام بها الحرافشة على بعض القرى وإغارات مارونية على حدث بعلبك.
إن الأنباء التي نقلها المهاجرون الجبليون الشيعة (الإثنا عشرية) شحنت النفوس بمشاعر التوتر والعداء. كما وصلت رسائل إلى الحرافشة كتبها نصارى من الجبل تحدثت عن نوايا نصرانية بالاعتداء على عيالهم اللاجئين إلى بعض قرى (العشائر) الحمادية في الجبل.
إن عريضة أرسلها وكلاء عموم زحلة إلى البطريرك إثر وصول جماعة من قبله إلى المدينة لمعاينة الأحوال عن كثب تنقل صورة واضحة عن أوضاع زحلة، وسائر النصارى في البقاع، وعلاقتهم بالحرافشة وشعورهم بأن وجودهم في البقاع لا يستقيم بدونهم (أي بدون الحرافشة). وهو شعور حقيقي ليس فيه محاباة ولا مداراة ولا مجاملة، لأنه موجه إلى المسيحي الأول ولن يصل إلى مسامع غيرة في كل حال.
| بعلبك | مار بولص قدس سيدنا الجليل وراعي الرعاة النبيل، الكلي الغبطة والفائق الإحترام. نقضي أنه عند حضور أولادكم لهذا الجانب وجدنا حاصلة المغايرة من طايفة الحمادية على تعلقاتنا. لزم اننا جعلنا الوسايط لأجل المسالمة مع جناب أفندينا الأمرا حرفوش المحترمين. وتوجهنا للثم أيديهم. وبوقته اندرج حال أولادكم. وكل من النصارى الزراع توجه لمحله وصار لجمع الباقي من مزروعاته. والآن لقد اطَّلعنا على تحرير وارد إلى بعض جنابهم من أحد نصارى بأن طانيوس بك شاهين مراده ضرب العاقورة بسبب أن عيال جناب الأمراء الموفى اليهم بالمحل المرقوم وحيث اننا و جنابهم الحال مصرحه اطلعنا على التقرير المرقوم، وقدمنا لجنابهم الرجا بأن هذا الأمر ربما يكون عادم الصحة. وباشرنا بتقديم لديكم لكي يكون بشريف مسامعكم، إنه أولاً لولا وجود الأمراء ببعلبك، حالنا لم يمش قطعاً ولا بوجه مطلقاً والذي كنا نظنه من طانيوس المرقوم أنه عوضاً عن هذه المساعدة نحونا يقدم كافة الخدمات إلى عيال جنابهم حتى يزدادوا بقيام مصالحنا. والأن ظهر بخلافه فلأجل ذلك لزم نصرح (...) لغبطتكم لكي يصدر أمركم المرقوم طانيوس يكف يد عن كذا عمل، لأنه يكفي ما جرى علينا. وإذا وقع أدنى إنجرار، من المعلوم يصير الحال أكثر من الماضي وإذا رغبنا إيضاح الذي عمال يحصل لجناب الأمراء من المساعدة لعموم النصارى يطول الإسهاب بشرحه. فالرجا في غيرتكم وحكمتكم يصنع كما يقع فيه اللياقة مع أعيال جنابهم. أكرموا علينا بمرسوم الإيجابي لكي يصير عرضه لديهم لأجل رفع (الوسوسة) لأن أملنا بغيرتكم لنمد جنابهم كلما يلزم من المساعدة. هذا ما لزم مع عدم أبراحنا من صالح دعاكم. نكرر لكم ما تقدم ثانياً و ثالثاً. في 25 آب 1860م أولادكم وكلاء عموم زحلة | بعلبك |

و لإلقاء مزيد من الضوء على دور آل حرفوش في درء الفتن وخاصة فتنة زحلة عام 1841م، يمكن الرجوع لمقالة الأمير خنجر بن ملحم الحرفوشي فقرة حصار زحلة.

### تأثير اختفائهم المفاجئ على المجتمع الشيعي في بعلبك
يصف البروفيسور ستيفان وينتر تأثير الاختفائ المفاجئ لآل حرفوش على المجتمع الشيعي في منطقة بعلبك في كتابه الإمارة الشيعية في سوريا العثمانية (منتصف القرن 17 – منتصف القرن ال18) في الصفحة 236 ما نصه:
| بعلبك | أدى الاختفاء المفاجئ لإمارة حرفوش إلى ترك المجتمع الشيعي في بعلبك محرومًا من أي قيادة اجتماعية أصلية متجذرة منذ القدم، مما جعلها مكانًا أكثر احتمالاً لظهور حركات إيديولوجية مستوحاة من الخارج مثل الشيوعية والناصرية ... خلال القرن العشرين الصاخب في المضطرب | بعلبك |

#### ماذا ردد أهالي بلاد بعلبك إثر مقتل الأمير سلمان؟
ولا يزال الناس بعد فقد رجل خطير الشأن عظيم القدر يخشون من الفراغ الذي سيخلفه، يرددون مع سلمان (سلمان بن ملحم الحرفوشي) أو مع من قال على لسانه هذا البيت الذائع من الشعر الذي قل من لا يحفظه ويردده من أهالي بعلبك والهرمل وسكان البوادي والمدن حتى حلب والجزيرة العربية:

#### عودة البعض منهم من منفاهم إلى لبنان
واستمروا في الحكم إلى العام 1868 م (منتصف القرن التاسع عشر) حيث فتكت بهم الدولة ونفتهم خارج بلادهم وذلك عام 1868 – 1869 وعيّنت لهم معاشات ثم سكنوا إسطنبول ودخلوا في وظائف الدولة العليا حتى صار منهم رئيس شورى الدولة المشير نصرت باشا.

وبقي منهم بقية في تمنين وسرعين وشعث والنبي رشادي في قضاء بعلبك. ثم ما لبث أن عاد البعض منهم على دفعات وبقي البعض الآخر في تركيا (ذرية أمين بن حسين بن قبلان بن أمين) والبعض الآخر انتقل من إسطنبول إلى مصر (من ذرية كل من حسين ومحمد أولاد الامير أحمد الحرفوش حصراً).
- معرض الوثائق
- سركي معاش الأمير أحمد محمد سلطان حرفوش من السلطات العثمانية مقابل أملاك مصادرة
- سند رسمي بالمعاش صادر لبنت الأمير مخيبر بن إبراهيم الحرفوش من السلطات العثمانية.
- المير على حرفوش أمير من بعلبك
- شيك بدل أملاك مصادرة صادر لصالح المير فدعا حمد الحرفوش في عهد الأنتداب الفرنسي بتاريخ 1/09/1925

## الحفريات
مر إمبراطور ألمانيا فيلهلم الثاني وزوجته أوغستا فيكتوريا ببعلبك في 1 نوفمبر 1898، في طريقهما إلى القدس. وأشار إلى روعة البقايا الرومانية وإلى الحالة الرهيبة للمستوطنة الحديثة. كان من المتوقع في ذلك الوقت أن الكوارث الطبيعية والصقيع الشتوي والغارات على مواد البناء من قبل سكان المدينة ستدمر الآثار المتبقية قريبًا. بدأ الفريق الأثري الذي أرسله الإمبراطور بالعمل في غضون شهر. على الرغم من عدم العثور على شيء يمكنهم تأريخه قبل الاحتلال الروماني لبعلبك، عمل أوتو بوششتاين ورفاقه حتى عام 1904 وأنتجو سلسلة من المجلدات تم بحثها وتصويرها بدقة. كشفت الحفريات اللاحقة تحت الحجارة الرومانية في البلاط الكبير عن ثلاثة هياكل عظمية وقطعة من الفخار الفارسي تعود إلى القرنين السادس والرابع قبل الميلاد. وقد ظهرت حروف مسمارية في الشقق الفخارية.
في عام 1977، أجرى جان-بيير آدم دراسة موجزة تشير إلى أنه من الممكن أن معظم الكتل الكبيرة قد نُقِلَت على بكرات باستخدام آلات تستخدم الرحوية وكتل البكرات، وهي عملية افترض أنها يمكن أن تستخدم 512 عاملاً لتحريك كتلة 557 طنًا. ذكرت اليونسكو عندما جعلت بعلبك موقعا للتراث العالمي بأن «بعلبك، بمبانيها الضخمة واحدة من أروع الأمثلة على العمارة الإمبراطورية الرومانية في أوجها». وأعربت لجنة اليونسكو عند اتخاذها للقرار عن رغبتها في أن تشمل المحمية البلدة بأكملها داخل الأسوار العربية، وكذلك الحي الجنوبي الغربي الواقع بين بستان الخان والموقع الروماني و«مسجد رأس العين» المملوكي. وأكد ممثل لبنان أن رغبة اللجنة ستتحقق. كشفت عمليات التنظيف الأخيرة في معبد جوبيتر خندقا عميقا على حافته، والذي أرجعت دراسته تاريخا أقدم لاستيطان تل بعلبك إلى العصر الحجري الحديث ما قبل الفخاري بي (بالإنجليزية: PPNB Bronze Age) في العصر الحجري الحديث. تضمنت الاكتشافات شقفًا فخارية بما في ذلك صنبور يعود تاريخه إلى أوائل العصر البرونزي. في صيف 2014، اكتشف فريق من المعهد الألماني للآثار بقيادة جانين عبد المسيح من الجامعة اللبنانية حجرًا سادسًا أكبر بكثير يُقترح أن يكون أكبر كتلة أثرية في العالم. تم العثور على الحجر أسفل وبجوار «حجر الحبلة» (أو «صخرة المرأة الحامل») وتبلغ أبعاده حوالي 19.6 م × 6 م × 5.5 م (64 قدمًا × 20 قدمًا × 18 قدمًا). ويقدر وزنه بـ 1,650 طن.

## القرن ال 20
ارتبطت بعلبك بخط دمشق-حماة وامتداداتها (المعروف باختصار ك DHP)، وهي السكك الحديدية المملوكة لفرنسا في سوريا العثمانية، في 19 يونيو 1902. وشكلت محطة على خط سكة الحديد القياسية بين رياق إلى الجنوب وحلب (حاليا في سوريا) إلى الشمال منها. سكة حديد حلب هذه متصلة بخط سكة حديد بيروت - دمشق ولكن كان لا بد من تفريغ وتحميل جميع حركة المرور في رياق نظرا لأن هذا الخط تم بناؤه على قياس 1.05 متر كاتساع السكة قبل الحرب العالمية الأولى، كان عدد السكان لا يزال حوالي 5000، حوالي 2000 منهم من السنة و 2000 منهم من الشيعة و 1000 من الأرثوذكس والموارنة. أعلن الجنرال الفرنسي جورج كاترو استقلال لبنان في عام 1941، لكن الحكم الاستعماري استمر حتى عام 1943. ولا تزال توجد محطة سكة الحديد في بعلبك ولكن توقفت الخدمة فيها منذ سبعينيات القرن العشرين بسبب الحرب الأهلية اللبنانية.

## حرب لبنان
في مساء يوم 1 أغسطس/آب 2006، أغار المئات من جنود الجيش الإسرائيلي على بعلبك ودار الحكمة (أو مستشفى الحكمة) في الجمالية شمالها (في إطار«عملية حاد وسلس»). كانت مهمتهم إنقاذ جنديين أسيرين إيهود غولدفاسر وإلداد ريغف، اللذان اختطفهما حزب الله في 12 يوليو/تموز 2006. تم نقلهما بواسطة مروحية وبدعم من مروحيات أباتشي وطائرات دون طيار، كان الجيش الإسرائيلي يتصرف بناءً على معلومات تفيد بأن غولدفاسر وريغيف كانا في المستشفى. وزعمت قناة الجزيرة ومصادر أخرى أن الجيش الإسرائيلي كان يحاول إلقاء القبض على كبار مسؤولي حزب الله، ولا سيما الشيخ محمد يزبك. كان المستشفى فارغًا لمدة أربعة أيام، وتم نقل المرضى الأكثر اعتلالًا وأعيد الباقون إلى منازلهم. لم يُقتل أي إسرائيلي في العملية. تم اختطاف خمسة مدنيين واستجوابهم من قبل الإسرائيليين، ربما لأن أحدهم تشارك اسمه مع اسم حسن نصر الله، الأمين العام لحزب الله. وتم الإفراج عنهم في 21 أغسطس/آب. قُتل 9 مدنيين آخرين في 7 أغسطس/آب جراء غارة في وسط قرية بريتال، جنوب بعلبك، وفي الهجوم اللاحق على السيارة التي غادرت مكان الحادث متوجهة إلى المستشفى. في 14 أغسطس/آب وقُبيل سريان وقف إطلاق النار، قُتل شرطيان لبنانيان وخمسة جنود لبنانيين في غارة بطائرة بدون طيار أثناء قيادتهم لشاحنتهم حول الطريق عبر الجمالية والذي كان لا يزال متضررًا.
بدأت أعمال الترميم في المواقع التاريخية اللبنانية في تشرين الأول/أكتوبر 2006. لم يتم إصابة أنقاض بعلبك بشكل مباشر، لكن آثار الانفجارات أثناء الصراع أسقطت كتلة من الحجارة على الأطلال الرومانية وكان يُخشى من إتساع الشقوق الموجودة في معابد جوبيتر وباخوس. طلب فريدريك الحسيني مدير عام المديرية العامة للآثار اللبنانية 550 ألف دولار من الأوروبيين لترميم سوق بعلبك و 900 ألف دولار أخرى لإصلاح المباني المتضررة الأخرى.

## الجغرافيا
تقع مدينة بعلبك في شمال سهل البقاع وشرق نهر الليطاني، وتحيط بها من الشرق والغرب سلسلتا جبال لبنان الشرقية والغربية. تعلو بعلبك عن سطح البحر 1163 م. وتبعد عن العاصمة بيروت حوالي 83 كلم من ناحية الشمال الشرقي.

### المناخ
تتمتع بعلبك بمناخ متوسطي (تصنيف كوبن للمناخ: Csa) مع تأثيرات قارية كبيرة. وهي تقع في إحدى المناطق الأكثر جفافاً في البلاد، مما يمنحها متوسط هطول الأمطار 450 ملم (مقارنة بـ 800-850 ملم في المناطق اللبنانية الساحلية) سنويًا، وتتركز بشكل كبير في الأشهر بين نوفمبر وأبريل. تتميز بعلبك بصيف حار غير ممطر مع شتاء بارد (ومثلج في بعض الأحيان). الخريف والربيع معتدلان وممطران إلى حد ما.
| البيانات المناخية لـبعلبك         | البيانات المناخية لـبعلبك | البيانات المناخية لـبعلبك | البيانات المناخية لـبعلبك | البيانات المناخية لـبعلبك | البيانات المناخية لـبعلبك | البيانات المناخية لـبعلبك | البيانات المناخية لـبعلبك | البيانات المناخية لـبعلبك | البيانات المناخية لـبعلبك | البيانات المناخية لـبعلبك | البيانات المناخية لـبعلبك | البيانات المناخية لـبعلبك | البيانات المناخية لـبعلبك |
| الشهر                             | يناير                     | فبراير                    | مارس                      | أبريل                     | مايو                      | يونيو                     | يوليو                     | أغسطس                     | سبتمبر                    | أكتوبر                    | نوفمبر                    | ديسمبر                    | المعدل السنوي             |
| --------------------------------- | ------------------------- | ------------------------- | ------------------------- | ------------------------- | ------------------------- | ------------------------- | ------------------------- | ------------------------- | ------------------------- | ------------------------- | ------------------------- | ------------------------- | ------------------------- |
| متوسط درجة الحرارة الكبرى °م (°ف) | 9.0 (48.2)                | 9.8 (49.6)                | 13.7 (56.7)               | 19.0 (66.2)               | 24.4 (75.9)               | 29.6 (85.3)               | 32.5 (90.5)               | 33.0 (91.4)               | 29.0 (84.2)               | 23.7 (74.7)               | 16.3 (61.3)               | 11.1 (52.0)               | 20.9 (69.7)               |
| المتوسط اليومي °م (°ف)            | 4.4 (39.9)                | 5.0 (41.0)                | 8.2 (46.8)                | 12.8 (55.0)               | 17.2 (63.0)               | 22.0 (71.6)               | 24.3 (75.7)               | 25.1 (77.2)               | 21.0 (69.8)               | 16.7 (62.1)               | 10.7 (51.3)               | 6.3 (43.3)                | 14.5 (58.1)               |
| متوسط درجة الحرارة الصغرى °م (°ف) | −0.1 (31.8)               | 0.3 (32.5)                | 2.8 (37.0)                | 6.6 (43.9)                | 10.1 (50.2)               | 14.4 (57.9)               | 16.2 (61.2)               | 17.2 (63.0)               | 13.1 (55.6)               | 9.7 (49.5)                | 5.2 (41.4)                | 1.6 (34.9)                | 8.1 (46.6)                |
| الهطول مم (إنش)                   | 103 (4.1)                 | 86 (3.4)                  | 60 (2.4)                  | 31 (1.2)                  | 17 (0.7)                  | 1 (0.0)                   | 0 (0)                     | 0 (0)                     | 2 (0.1)                   | 16 (0.6)                  | 49 (1.9)                  | 79 (3.1)                  | 444 (17.5)                |
| المصدر:                           |                           |                           |                           |                           |                           |                           |                           |                           |                           |                           |                           |                           |                           |

## السياحة والمهرجانات

### السياحة
تعتبر مدينة بعلبك من أهم المدن التاريخية والسياحية في لبنان وفي الشرق. تعتبر الهياكل الموجودة في بعلبك من أكثر الهياكل التي تعود إلى العصر القديم شهرة. موقعها الأثري هو الشاهد الأساسي على قوة وثروة وعظمة الإمبراطورية الرومانية.
على مسافة قصيرة من القلعة تقع مجموعة من المعالم السياحية الإسلامية، التي بنتها الحضارات العربية المتعاقبة على المدينة. العديد من المنازل العثمانية الجميلة تمنح المدينة جانب معماري مثير للاهتمام. تجمع بعلبك بين المناظر الطبيعية الخلابة والتقاليد المختلفة والفنادق التاريخية الجميلة. تمّ إنشاء بعض الفنادق الحديثة في السنوات القليلة الماضية، والتي تعكس تكيّف المدينة مع الحداثة.
 وعن السياحة الدينية
فإن مقام السيدة خولة في بعلبك، ليس كغيره من المقامات، حيث يعتبر جزءا أساسيا من السياحة الدينية في المنطقة، ويعتبر المكان محجاً للزوار من كافة المناطق اللبنانية، حيث يصلون ويتضرعون إلى الله وليس للاضرحة وقد ذاع صيت المقام وكرامة صاحبته التي كانت ضمن ركب السبايا إلى الأمصار العربية والإسلامية. فصرتَ تجد القاصدين لزيارتها من سوريا وإيران ودول الخليج والدول الإسلامية.
وللأهمية التاريخية والثقافية لأثار وهياكل بعلبك، قامت المديرية العامة للآثار في لبنان، بالتعاون مع المعهد الألماني للآثار وشركة فلاي أوفر زون (Flyover Zone, the visual tourism Company) الأميركية المتخصصة في تصميم الجولات الافتراضية، بإطلاق تطبيق «إعادة إحياء بعلبك: المعابد». والتطبيق يعتبر هوالأول من نوعه ضمن سلسلة تطبيقات ستقدم جولات افتراضية ثلاثية الأبعاد في المواقع الأثرية بمدينة بعلبك، وذلك في إطار مشروعٍ لإعادة إحياء المدينة.

### المهرجانات
تشتهر بعلبك بمهرجانها الدولي السنوي الذي يقام في كل من معبد جوبيتر ومعبد باخوس، والذي يستقطب أهم وأشهر الفنانين العالميين لإحياء حفلات رائعة في أحد أجمل الأماكن الأثرية في العالم.
وكان هذا المهرجان قد افتتح رسمياً في صيف 1956 ومؤسستهِ زلفا شمعون عقيلة رئيس الجمهورية اللبنانية السابق كميل شمعون، وقد استقطب منذ البداية أهم المغنين والراقصين العالميين إضافة إلى أشهر أعمال الأوبرا، كأوبرا باريس وميلانو. كما استضافت هياكله عمالقة الفن العربي، وأبرزهم ام كلثوم، والرحابنة وفيروز ووديع الصافي وصباح وصباح فخري ونصري شمس الدين وفرقة عبد الحليم كركلا للرقص الشعبي. غير ان هذه المهرجانات توقفت خلال الحرب اللبنانية لفترة 22 عاماً لتعود من جديد عام 1997 ولتستمر حتى اليوم. ومن أبرز من جاء في السنوات الأخيرة المغني العالمي ستينغ وفرقة Lord of the dance والفنانة وردة الجزائرية والمطربة المكسيكية أستريد حداد وعازف البيانو اللبناني عبد الرحمن الباشا وعاصي الحلاني وصابر الرباعي.

## الآثار
تم بناء مجمع معبد تل بعلبك المحصن كقلعة في المدينة خلال العصور الوسطى من الحجر المحلي ومعظمه من الغرانيت الأبيض والرخام الأبيض الخام. على مر السنين، عانت المنطقة من الزلازل العديدة في المنطقة، وتحطيم الأيقونات من قبل الوردات المسيحيين والمسلمين، وإعادة استخدام حجر المعابد في التحصينات وغيرها من أعمال البناء. بُني ضريح قبة دورس القريب، وهو مزار إسلامي من القرن الثالث عشر على الطريق القديم إلى دمشق من أعمدة من الغرانيت يبدو أنها أزيلت من بعلبك. علاوة على ذلك، كانت الأعمدة المتصلة ذات يوم تُربط مع الحديد؛ تم اقتلاع العديد منها أو الإطاحة بها من قبل أمراء دمشق للوصول إلى المعدن. في أواخر القرن السادس عشر ، كان معبد جوبيتر لا يزال يضم 27 عمودًا قائمًا من أصل 58 عمودًا؛ كان هناك 9 أعمدة فقط قبل زلازل الشرق الأدنى عام 1759 ولايزال يوجد 6 أعمدة فقط اليوم.
يقع المجمع على ساحة مرتفعة ضخمة أقيمت على ارتفاع 5 أمتار (16 قدمًا) فوق قاعدة سابقة على شكل حرف T تتكون من منصة ودرج وجدران أساس. تم بناء هذه الجدران من حوالي 24 مونوليث، في أدنى مستوى لها تزن حوالي 300 طن لكل منها. يحتوي أطول جدار استنادي في الغرب على مسار ثانٍ من الأحجار المتراصة التي تحتوي على «الأحجار الثلاثة» الشهيرة (باليونانية: Τρίλιθον) (أو تريليثون): وهي عبارة عن صف من ثلاثة أحجار يزيد طول كل منها عن 19 مترًا (62 قدمًا) وو 4.3 م (14 قدمًا) ارتفاعًا و 3.6 مترًا (12 قدمًا) عرضًا مقطوعة من الحجر الجيري، وتزن كل منها 800 طن تقريبًا. يُطلق على الحجر الرابع الذي لا يزال أكبر حجماً اسم صخرة المرأة الحامل: وهو حجر غير مستخدم يقع في محجر قريب على بعد 800 متر (2600 قدم) من المدينة. ويقدر وزنها الذي غالبًا ما يكون مبالغًا فيه بنحو 1000 طن. يقع حجر خامس أكبر ويزن حوالي 1200 طن. في نفس المحجر. كان هذا المحجر أعلى بقليل من مجمع المعبد، لذلك لم تكن هناك حاجة لرفع الأحجار لتحريكه. يوجد من خلال الأساس 3 ممرات ضخمة بحجم أنفاق السكك الحديدية.
تم إدخال مجمع المعبد من الشرق من خلال «بروبيلايوم» (بالإنجليزية: Propylaeum) (باليونانية: προπύλαιον) ، (بروبيالاون، propýlaion) أو بورتيكو (Portico) يتكون من درج عريض يرتفع 20 قدمًا (6.1 م) إلى رواق من 12 عمودًا يحيط به برجان. تم إسقاط معظم الأعمدة وتم تفكيك السلالم بالكامل لاستخدامها في الجدار اللاحق القريب، ولكن لا يزال هناك نقش لاتيني على العديد من قواعدها يُذْكر أن لونجينوس، أحد حراس الإنقاذ من الفيلق البارثي الأول قام وسيبتيميوس وهو رجل حر قد قاما بتذهيب أموالهم بالبرونز امتنانًا لسلامة الإمبراطور الروماني أنطونينوس كاراكلا نجل الإمبراطور الروماني سيبتيموس سيفيروس والإمبراطورة جوليا دومنا.
توجد ساحة أمامية سداسية الشكل يتم الوصول إليها من خلال مدخل ثلاثي أضافه الإمبراطور الروماني فيليب العربي في منتصف القرن الثالث. بقيت آثار سلسلتي الأعمدة التي كانت تطوقها ذات مرة، لكن وظيفتها الأصلية لا تزال غير مؤكدة. اعتبرها الباحث وليام بودهام دون ميدان المدينة. دفعت عملات العصر المحفوظة بشكل سيئ البعض إلى الاعتقاد بأن هذا كان بستانا مقدسا لشجرة السرو، لكن أفضل العينات تظهر أن العملات المعدنية أظهرت ساقًا واحدًا من الحبوب بدلاً من ذلك.
تغطي القاعة الكبرى المستطيلة إلى الغرب حوالي 3 أو 4 أفدنة (1.2 أو 1.6 هكتار) وتتضمن المذبح الرئيسي للقرابين المحترقة، مع أحواض فسيفساء ذات أرضية فسيفساء رومانية إلى الشمال والجنوب وغرفة تحت الأرض وثلاثة ممرات تحت الأرض بعرض 17 قدمًا (5.2 مترًا) بارتفاع 30 قدمًا (9.1 مترًا)، اثنان منها يمتدان شرقًا وغربًا والثالث يربط بينهما شمالًا وجنوبًا، وكلها تحمل نقوشًا توحي باستيطان الجنود الرومان لها.كانت هذه الأروقة محاطة بأروقة كورنثية، أحدها لم يكتمل أبدًا. وكانت تيجان وقواعد الأعمدة من الحجر الجيري. كانت الأعمدة متجانسة من الغرانيت المصري الأحمر المصقول للغاية بارتفاع 7.08 متر (23.2 قدم). لا تزال 6 من الأعمدة موجودة، من أصل 128 عمودا أصليًا. تشهد النقوش على أن المحكمة كانت مزينة في يوم من الأيام بصور سابينا ابنة الإمبراطور الروماني ماركوس أوريليوس، للأباطرة الرومانيين سيبتيموس سيفيروس، وغورديان الأول، وفيليوس روفوس، كرّسها المستعمرون الرومانيون للمدينة. زُيِّن السطح المعمد بزخارف غنية ولكن معظمها دُمِر الآن. شُيدت بازيليكا مواجهة للغرب فوق المذبح في عهد الإمبراطور الروماني ثيودوسيوس الأول. تم تعديله لاحقًا لجعله يواجه الشرق مثل معظم الكنائس المسيحية.
تم وضع معبد جوبيتر - الذي نُسب في السابق خطأً إلى هيليوس - في الطرف الغربي من المحكمة الكبرى، ورفع 7 أمتار أخرى (23 قدمًا) على منصة 47.7 م × 87.75 م (156.5 قدمًا × 287.9 قدمًا) يتم الوصول إليها بواسطة درج واسع. في عهد الإمبراطورية البيزنطية، كانت تُعرف أيضًا باسم «تريليثون» من الأحجار الثلاثة الضخمة في تأسيسها، وعندما تُجمع مع الفناء الأمامي والمحكمة الكبرى، تُعرف أيضًا باسم المعبد الكبير. كان معبد جوبيتر محاطًا ببهو معبد من 54 عمودًا كورنثي غير مزدحم: 10 في الأمام والخلف و 19 على طول كل جانب. دُمِر المعبد بسبب الزلازل، ودُمر ونُهب من أجل الحجر تحت حكم الإمبراطور الروماني ثيودوسيوس الأول، وتم نقل 8 أعمدة إلى القسطنطينية (إسطنبول) تحت حكم جستينيان الأول لدمجها في آيا صوفيا. سقطت 3 أعمدة في أواخر القرن الثامن عشر. ومع ذلك، لا تزال 6 أعمدة واقفة على طول جانبها الجنوبي مع سطحها الداخلي. لا تزال أساساتهم شبه كاملة على الجانب الجنوبي، في حين أن رياح وادي البقاع الشتوية قد أفسدت الوجوه الشمالية للأعمدة شبه العارية. يصل وزن السَوَاكِف والإفريز إلى 60 طنًا لكل منها، ويزيد وزن كتلة زاوية واحدة منها عن 100 طن، تم رفعها جميعًا إلى ارتفاع 19 مترًا (62.34 قدمًا) فوق سطح الأرض. لم تكن الرافعات الرومانية قادرة على رفع الأحجار الثقيلة بهذا الحجم. وربما تم دحرجتهم ببساطة إلى موضعهم على طول البنوك الترابية المؤقتة من المحجر أو ربما تم استخدام عدة رافعات معًا. قد يكون لديهم أيضًا جوانب متبادلة قليلاً في كل مرة وملء الدعامات في كل مرة. أثر أباطرة أسرة يوليو كلاوديان في قداسة المعبد بدورهم. في منتصف القرن الأول، بنى الإمبراطور الروماني نيرون مذبح البرج مقابل المعبد. في أوائل القرن الثاني، أضاف الإمبراطور الروماني تراجان الفناء الأمامي للمعبد، مع أروقة من الغرانيت الوردي تم شحنها من أسوان في الطرف الجنوبي من مصر.
من المرجح أنه قد تم الانتهاء من معبد باخوس - الذي نُسِب في السابق إلى جوبيتر خطأً- في عهد الإمبراطور الروماني سيبتيموس سيفيروس حوالي 190 ميلادي، حيث كانت عملاته المعدنية أول من أظهر المعبد بجانب معبد جوبيتر. أفضل ما تم الحفاظ عليه منه هي هياكل الحرم، حيث تحميه الأنقاض الأخرى. يتم إثراؤه ببعض من أكثر النقوش والنحوت دقة للبقاء على قيد الحياة من العصور الكلاسيكسية القديمة. يحيط بالمعبد 42 عمودًا - 8 على كل طرف و 15 على كل جانب - بارتفاع 20 مترًا (66 قدمًا) تقريبًا. من المحتمل أن هذه الأشياء قد أقيمت في حالة خشنة ثم تم تقريبها وصقلها وتزيينها في موضعها. تم الحفاظ على المدخل حتى وقت العالمين ريتشارد بوكوك  وروبرت وود، في منتصف القرن الثامن عشر ولكن حجر العقد في العتبة قد انزلق بمقدار 2 قدم (1 م). تم إنشاء عمود من البناء الخام في ستينيات أو سبعينيات القرن التاسع عشر لدعمه بعد زلازل الشرق الأدنى عام 1759. تضررت المنطقة المحيطة بنقوش النسر بشدة جراء زلزال 1759 والتي كانت مغطاة بالكامل بعمود دعم حجر الزاوية. ينقسم الجزء الداخلي من المعبد إلى صحن بطول 98 قدمًا (30 مترًا) و 36 قدمًا (11 مترًا) أو حرمًا على منصة  مرتفعة 5 أقدام (2 م) فوقه ومقدمة ب13 درجة. كانت الشاشة الواقعة بين القسمين تحمل نقوشًا لنيبتون وترايتون وأريون ودلفينه وشخصيات بحرية أخرى لكنها فُقِدت. تم استخدام المعبد كنوع من البرج بالنسبة للتحصينات العربية والتركية في العصور الوسطى، على الرغم من ضياع خطواتها الشرقية في وقت ما بعد عام 1688. تم دمج الكثير من الرواق في جدار ضخم قبل بوابته مباشرة، ولكن تم هدمه في يوليو 1870 على يد باركر بأوامر من محمد رشيد باشا والي سوريا العثمانية. يؤدي سُلَمان حلزونيان في أعمدة على جانبي المدخل إلى السطح.
تمت إضافة معبد فينوس - المعروف أيضًا باسم المعبد الدائري أو نيمفيوم - في عهد الإمبراطور الروماني سبتيموس سيفيروس في أوائل القرن الثالث ولكن تم تدميره في عهد الإمبراطور الروماني قسطنطين العظيم، الذي أقام بازيليكا في مكانها. اعتبر صامويل جيسوب المعبد «جوهرة بعلبك». ويقع على بعد 150 ياردة (140 م) من الركن الجنوبي الشرقي لمعبد باخوس. وعُرف في القرن التاسع عشر باسم بربارة أو بربارة العتيقة (القديسة بربارة)، وقد استخدمت ككنيسة أرثوذكسية يونانية في القرن الثامن عشر.
كان محيط أسوار هليوبوليس القديمة أقل بقليل من 4 ميل (6 كم). يعود تاريخ الكثير من التحصينات الموجودة حول المجمع إلى القرن الثالث عشر. وهذا يشمل البرج الجنوبي الشرقي العظيم. كانت الجولة الأولى من التحصينات عبارة عن جدارين إلى الجنوب الغربي من معابد جوبيتر وباخوس. يعود تاريخ الكثير من التحصينات الموجودة حول المجمع إلى إعادة الإعمار التي قام بها السلطان المملوكي المنصور سيف الدين قلاوون في القرن الثالث عشر بعد تدمير الدفاعات السابقة من قبل الجيش المغولي تحت قيادة كتبغا. وهذا يشمل البرج الجنوبي الشرقي العظيم. تم ملء البوابة الجنوبية الأصلية المكونة من برجين صغيرين واستبدالها ببرج كبير جديد محاط بستائر، ربما في ظل حكم تاج الملوك بوري أو عماد الدين زنكي. استبدل أمير بعلبك الأيوبي بهرام شاه برجًا جنوب غربي تلك الحقبة ببرج خاص به عام 1213، وبنى برجًا آخر في الشمال الغربي عام 1224. ربما تم تقوية البرج الغربي في نفس الوقت تقريبًا. يوجد نقش يشير إلى تقوية المدخل الجنوبي يشبه المرقب حوالي عام 1240. نقل السلطان المملوكي المنصور سيف الدين قلاوون الستائر الغربية بالقرب من البرج الغربي، الذي أعيد بناؤه بكتل كبيرة من الحجر. تم إصلاح المرقب وإضافة المزيد من الأدوار إلى نهجها. لم يتم إجراء أي تعديلات على التحصينات منذ حوالي عام 1300 باستثناء الإصلاحات مثل ترميم السلطان المملوكي الظاهر سيف الدين برقوق للخندق المائي استعدادًا لوصول التيموريين.
تم دمج المواد من الأنقاض في مسجد مدمر شمال وسط المدينة، وربما أيضًا في قبة دورس على طريق دمشق. في القرن التاسع عشر، تم استخدام «مظلة مغطاة بالصَدَفِ» من الأنقاض في مكان قريب كمحراب، تم دعمها لإظهار السكان المحليين اتجاه مكة لأداء صلواتهم اليومية.

### قبر ابنة الحسين
وتحت قبة بيضاء باتجاه البلدة يوجد مقام خولة بنت الحسين، ابنة الحسين بن علي وحفيدة علي بن أبي طالب، التي توفيت في بعلبك أثناء نقل عائلة الحسين كسجناء إلى دمشق.
- وهنالك رأي آخر للشيخ قاسم الشماعي الرفاعي  عن تاريخ المقام أورده في مؤلفه بعلبك في التاريخ ص 70 (والله أعلم)، عندما أتى على ذكر الزيارة التي قام بها العلامة عبد الغني النابلسي لبعلبك،  وما قدمه من وصفاً دقيقاً للمدينة والمقامات والمزارات والأضرحة التي مر بها والتي دونها في مخطوطتهِ «حلة الذهب الابريز في رحلة بعلبك والبقاع العزيز» ص11. [147] [148]

## التاريخ الكنسي
كانت هليوبوليس في فينيقيا أسقفية في ظل الحكم الروماني والبيزنطي (لا ينبغي الخلط بينها وبين أسقفية هليوبوليس المصرية في أوغستامنيكا) لكن الإسلام محى وجودها.
في عام 1701، أسس الكاثوليك الشرقيون (الطقوس البيزنطية) «أبرشية بعلبك الجديدة»، والتي تمت ترقيتها في عام 1964 إلى أبرشية بعلبك للروم الملكيين الكاثوليك الحالية.

### كرسي لقبي
في الطقوس اللاتينية، تمت استعادة الأبرشية القديمة اسميًا فقط (في موعد لا يتجاوز عام 1876) باعتبارها كرسيا لقبيا في هليوبوليس (لاتيني)/إليوبولي (كوريات إيطالي)؟؟، تم تخفيض رتبتها في عام 1925 إلى الأسقفية الفخرية؟؟، وتم ترقيتها مرة أخرى في عام 1932، مع تغيير اسمها (لتجنب الالتباس المصري) في عام 1933 إلى (غير المطرانية؟؟ متروبوليتان) رئيس الأساقفة الفخري في هليوبوليس في فينيقيا.
لم يتم التنازل عن اللقي منذ عام 1965. وكان يحمله:
- رئيس الأساقفة الفخري: لويجي بوجي (1876.09.29 - الوفاة 1877.01.22) فخريا (تمت ترقيته) باعتباره أسقفًا سابقًا لريميني (إيطاليا) (1871.10.27 - 1876.09.29)
- رئيس الأساقفة الفخري: ماريو موتشيني[الإنجليزية] (1877.07.24 - 1893.01.16) بصفته دبلوماسيًا بابويًا: المندوب الرسولي إلى كولومبيا (1877.08.14 - 1882.03.28)، المندوب الرسولي إلى كوستاريكا ونيكاراغوا وهندوراس (1877.08.14 - 1882.03.28)، المندوب الرسولي إلى الإكوادور (1877.08.14 - 1882.03.28)، المندوب الرسولي إلى بيرو وبوليفيا (1877.08.14 - 1882.03.28)، المندوب الرسولي إلى فنزويلا (1877.08.14 - 1882.03.28)، السفير الرسولي إلى البرازيل (1882.03.28 - 1882.10.18)، إنشاءه رتبته ككاردينال-كاهن سان بارتولوميو أل'إيزولا (1893.01.19 - 1894.05.18)، تمت ترقيته ككاردينال-أسقف سابينا (1894.05.18 - وفاة 1904.11.14)
- رئيس الأساقفة الفخري: أوغستينوس أكورامبوني (1896.06.22 - الموت 1899.05.17)، بدون سابق
- رئيس الأساقفة الفخري: روبرت سيتون (1903.06.22 - 1927.03.22)، بدون سابقه
- الأسقف الفخري: جيرالد أُ'وهارا (1929.04.26 - 1935.11.26) أسقفًا مساعدًا لفيلادلفيا (بنسلفانيا، الولايات المتحدة الأمريكية) (1929.04.26 - 1935.11.26)، أسقف سافانا لاحقًا (الولايات المتحدة الأمريكية) (1935.11.26 - 1937.01. 05)، أعيد تصنيفه (فقط) أسقف سافانا-أتلانتا (الولايات المتحدة الأمريكية) (1937.01.05 - 1950.07.12)، تمت ترقيته إلى رئيس أساقفة سافانا (1950.07.12 - 1959.11.12)، وكذلك المندوب الرسولي إلى أيرلندا (1951.11.27 - 1954.06.08)، المندوب الرسولي إلى بريطانيا العظمى (1954.06.08 - الموت 1963.07.16) ورئيس الأساقفة الفخري لبيسينوس (1959.11.12 - 1963.07.16)
- رئيس الأساقفة الفخري: ألتشيد مارينا[الإنجليزية]، لعازاريون (1936.03.07 - الوفاة 1950.09.18)، بصفة رئيسية بصفته دبلوماسيًا بابويًا: المندوب الرسولي إلى إيران (1936.03.07-1945)، والمدير الرسولي للنيابة الرسولية الرومانية الكاثوليكية في القسطنطينية (تركيا) (1945–1947) والمندوب الرسولي إلى تركيا (1945-1947)، والمندوب الرسولي إلى لبنان (1947- 1950.09.18)
- رئيس الأساقفة الفخري: دانيال ريفيرو ريفيرو (1951 - وفاة 1960.05.23) (من مواليد بوليفيا) على الفخامة، سابقًا أسقف تلوس (1922.05.17 - 1931.03.30) بصفته أسقفًا مساعدًا في سانتا كروز دي لا سييرا (بوليفيا) (1922.05.17 – 1931.03.30) وترقى كأسقف في سانتا كروز دي لا سييرا (1931.03.30 - 1940.02.03)، رئيس أساقفة سوكري (بوليفيا) (1940.02.03 - 1951)
- رئيس الأساقفة الفخري: رافاييل كالابريا[الإنجليزية] (1960.07.12 - 1962.01.01) بصفته رئيس الأساقفة المساعد في بينيفينتو (إيطاليا) (1960.07.12 - 1962.01.01)، ليصبح رئيس أساقفة بينيفينتو (1 يناير 1962 - 1982.05.24)؛ سابقًا رئيس الأساقفة الفخري في سوتيروبوليس (1950.05.06 - 1952.07.10) بصفته رئيس الأساقفة المساعد في أوترانتو (إيطاليا) (1950.05.06 - 1952.07.10)، ليصبح رئيس أساقفة أوترانتو (إيطاليا) (1952.07.10 - 1960.07.12)
- رئيس الأساقفة الفخري: أوتافيو دي ليفا[الإنجليزية] (1962.04.18 - وفاة 1965.08.23) كدبلوماسي بابوي: المندوب الرسولي إلى إندونيسيا (1962.04.18 - 1965.08.23).
- رئيس الأساقفة: إلياس الزغبي 1968-1988.[149]

## أعلام بعلبك
برز كثير من العلماء والأدباء في بعلبك منهم الامام الأوزاعي الإمام الحافظ إمام بيروت وسائر الشَّام والمغرب والأندلُس أبو عمرو عبدُ الرحمٰن بن عمرو بن يُحمد الأوزاعي، محمد بن علي بن أبي المضاء، الشيخ محمد بن حسين الحارثي المعروف بالشيخ البهائي الذي ترك آثارا مهمة في علوم الحساب والهندسة عدا عما تركه في الغة والأدب والعلوم الدينية، أيضاً عدي بن مسافر الهكاري الذي ذهب إلى نينوى في العراق،
وشمس الدين ابن الموصلي (1300 - 1372 م) فقيه، ونحوي، وشاعر، وكاتب، كذلك منهم خليل مطران «شاعر القطرين» (1 يوليو 1872 - 1 يونيو 1949). من علمائها أيضاً الشيخ محمد بن علي بن أحمد الحرفوشي الحريري الكركي الشامي عالم دين شيعي، كان عالماً فاضلاً أديباً ماهراً محققاً مدققاً شاعراً منشئاً حافظاً، أعرف أهل عصره بعلوم العربية، قرأ على السيد نور الدين علي بن علي بن أبي الحسن الموسوي العاملي في مكة «جملة من كتب الفقه والحديث» وقرأ على جماعة من فضلاء عصره من الخاصة والعامة. قضى معظم حياته مرتحلاً بين دمشق ومكة لطلب العلم وبلاد العجم التي تولي فيها منصب رئيس العلماء حتى توفي ودفن فيها.
- القديسة بربارة (273-306)
- (حوالي 600 - حوالي 680)، كيميائي ومخترع
- كالينيكوس من هليوبوليس[الإنجليزية] (حوالي 600 - حوالي 680)، كيميائي ومخترع
- عبد الرحمن الأوزاعي (707-774)، عالم دين وفقيه
- قسطا بن لوقا (820-912)، عالم رياضيات ومترجم
- عدي بن مسافر (1070-1162)، عالم دين
- الشيخ البهائي (1547-1621)، باحث، فيلسوف ومهندس معماري وعالم رياضيات وعالم فلك لبناني-إيراني
- رحمة حيدر (مواليد 1886) محاضرة أمريكية من بعلبك
- خليل مطران (1872-1949) شاعر وصحافي
- جوليانا عواضة، سيدة الأرجنتين الأولى سابقا.
- سلالة آل حرفوش

## في الثقافة الشعبية
- رواية كتاب خالد لأمين الريحاني (1911)، وهي أول رواية إنجليزية لعربي أمريكي، تدور أحداثها في بعلبك.
- تدور أحداث رواية مجانين بعلبك (بالفرنسية: Les fous de Baalbek) (1984) (SAS، # 74) التي كتبها جيرار دو فيلييه[الإنجليزية] في عام 1984 في مدينة بعلبك.

## المدن التوأم
لدى بعلبك اتفاقيات توأمة مع:
- باري، إيطاليا
- لاكويلا، إيطاليا
- تراقيا، اليونان
- يوغياكارتا، إندونيسيا.[152]

## معرض صور
- معرض الصور
- أعمدة ضخمة من معبد جوبيتر
- بقايا بروبيلايوم في المدخل الشرقي للموقع
- بروبيلايوم معبد باخوس
- إكسيدرا حول المحكمة الكبرى
- أعمدة رومانية
- أحد مداخل قلعة بعلبك
- أعمدة بعلبك
- رأس الأسد الروماني (غارغوي) ومعبد جوبيتر
- بلدة بعلبك الحديثة
- خريطة ألمانية تعود إلى عام 1873 لآسيا الصغرى وسوريا، مع نقش يوضح وادي البقاع
- بعلبك عام 1910 بعد وصول السكة الحديد
- أنقاض بعلبك تواجه الغرب من الساحة الأمامية السداسية في القرن التاسع عشر
- "صخرة المرأة الحامل" في أوائل القرن العشرين ، ومعبد جوبيتر في الخلفية
- نحت سقفي، من المفترض أنه يجسد مارك أنطوني
- نحت سقفي، من المفترض أنه يجسد كليوباترا
- الواجهة الشرقية لمعبد جوبيتر
- معبد جوبيتر
- منظر لمعبد جوبيتر من الأسفل
- معبد جوبيتر من الباحة الكبرى
- منظر للباحة الكبرى
- معبد باخوس
- المدخل إلى معبد باخوس
- المدخل إلى موقع القلعة (المعبد)
- أركان المسجد السابق
- مخطط مجمع المعبد
- منظر عام لبعلبك 1890 – 1900
- منظر عام لبعلبك 1856-1916
- الطريق القديم المؤدي من دمشق إلى بعلبك
- بعلبك عام 1931
- بعلبك عام 1965
- بعلبك عام 1950
- بعلبك (لبنان) عام 1931
- بعلبك في الستينات من القرن 19

## وصلات خارجية
- أثار بعلبك على ويكيمابيا
- مدينة بعلبك على ويكيمابيا
- The Entrance to the Temple of Jupiter. واشنطن العاصمة: Library of Congress. 29 مايو 2013. مؤرشف من الأصل في 2022-11-03. اطلع عليه بتاريخ 2015-09-08.
- Baalbek. New York: يونسكو مقر اليونسكو. مؤرشف من الأصل في 2007-09-12.